# Gradska kuća u Subotici (1828.)
Gradska kuća u Subotici iz 1828. godine druga je subotička gradska vijećnica. Po funkciji je nadomjestila stariju Gradsku kuću iz 1751. godine.
Ova je Gradska kuća sagrađena je u baroknom stilu. Građena je od proljeća 1826. do 12. veljače 1828. godine. Razdoblje urbanističkog poleta Subotice dočekala je dotrajala i oronula. I dok su oko nje nicale nove reprezentativne građevine, ona je stajala kao ruglo. Stoga je ondašnji gradonačelnik Károly Bíró 1907. godine raspisao natječaj za novu gradsku vijećnicu, s čijom se je gradnjom počelo 1908. godine.
Dana 12. veljače 1828. godine počele su dvodnevne svečanosti povodom polaganja završnog kamena i posvećenja ove Gradske kuće u novo zdanje. Ovom je prigodom u toranj zgrade postavljeno zvono. Poslije je postavljen i sat.